# 新和町立大宮地小学校
新和町立大宮地小学校（しんわちょうりつ おおみやじしょうがっこう）は、熊本県天草郡新和町大宮地（現・天草市）にあった小学校。

## 沿革
- 1874年（明治7年） - 普通小学科設置
- 1881年（明治16年） - 公立大宮地小学校創立
- 1890年（明治25年） - 大宮地尋常小学校と改称
- 1905年（明治38年）4月 - 大宮地尋常高等小学校と改称
- 1908年（明治41年）4月 - 大宮地尋常小学校と改称
- 1927年（昭和2年）3月24日 - 大宮地尋常高等小学校と改称
- 1941年（昭和16年）4月1日 - 国民学校令により、宮地北部国民学校と改称
- 1947年（昭和22年）4月1日 - 学制改革により、宮地村立宮地北部小学校と改称
- 1954年（昭和29年）11月1日 - 新和村立大宮地小学校と改称
- 1963年（昭和38年）4月1日 - 新和町立大宮地小学校と改称
- 2001年（平成13年） - 中石小学校、宮南小学校、小宮地小学校と統合し新和小学校となる